# Frosty the Snowman
Frosty the Snowman è canzone natalizia, scritta da Steve Nelson e da Jack Rollins (1906 - 1973) ed incisa nel 1950 da Gene Autry e The Cass County Boys.
La canzone, che parla di un pupazzo di neve, ha ispirato anche un film d'animazione, uscito negli Stati Uniti nel 1954 ed intitolato sempre Frosty the Snowman, e un film animato dal titolo omonimo (in italiano tradotto in Fiocco Frosty il pupazzo di neve) nel 1969.